# Fiú 200 méteres mellúszás a 2010. évi nyári ifjúsági olimpiai játékokon
A 2010. évi nyári ifjúsági olimpiai játékokon az úszás fiú 200 méteres mellúszás versenyszámát augusztus 17. és augusztus 18. között rendezték meg a Singapore Sports Schoolban.

## Előfutamok

### 1. Futam
| H  | P | Név                    | Nemzet        | Idő     | Mj |
| -- | - | ---------------------- | ------------- | ------- | -- |
| 1. | 4 | Panajótisz Szamilídisz | Görögország   | 2:19.15 | Q  |
| 2. | 5 | Yannick Kaeser         | Svájc         | 2:19.78 |    |
| 3. | 3 | Eduardo Solaeche       | Spanyolország | 2:20.80 |    |
| 4. | 2 | Lacsezar Sumkov        | Bulgária      | 2:21.34 |    |
| 5. | 6 | Tatsunari Shoda        | Japán         | 2:21.54 |    |
| 6. | 7 | Wassim Elloumi         | Tunézia       | 2:26.92 |    |

### 2. Futam
| H  | P | Név                             | Nemzet          | Idő     | Mj |
| -- | - | ------------------------------- | --------------- | ------- | -- |
| 1. | 5 | Nicholas Schafer                | Ausztrália      | 2:14.64 | Q  |
| 2. | 4 | Nuttapong Ketin                 | Thaiföld        | 2:17.05 | Q  |
| 3. | 3 | Alekszej Acapkin                | Oroszország     | 2:18.06 | Q  |
| 4. | 6 | Matti Mattsson                  | Finnország      | 2:18.64 | Q  |
| 5. | 2 | Dmitriy Shvetsov                | Üzbegisztán     | 2:20.93 |    |
| 6. | 1 | Emmanuel Antonio Ramirez Aponte | Puerto Rico     | 2:29.91 |    |
| 7. | 7 | Seiji Groome                    | Kajmán-szigetek | 2:36.75 |    |

### 3. Futam
| H  | P | Név                   | Nemzet        | Idő     | Mj |
| -- | - | --------------------- | ------------- | ------- | -- |
| 1. | 5 | Anton Lobanov         | Oroszország   | 2:17.60 | Q  |
| 2. | 4 | Christian vom Lehn    | Németország   | 2:17.65 | Q  |
| 3. | 3 | Flavio Bizzarri       | Olaszország   | 2:18.22 | Q  |
| 4. | 2 | Dmitrii Aleksandrov   | Kirgizisztán  | 2:20.52 |    |
| 5. | 6 | Thomas Rabeisen       | Franciaország | 2:20.77 |    |
| 6. | 7 | Hrafn Traustason      | Izland        | 2:28.08 |    |
| 7. | 1 | Tsilavina Ramanantsoa | Madagaszkár   | 2:38.41 |    |

## Döntő
| H     | P | Név                    | Nemzet      | Idő     | Mj |
| ----- | - | ---------------------- | ----------- | ------- | -- |
| Arany | 2 | Flavio Bizzarri        | Olaszország | 2:13.31 |    |
| Ezüst | 3 | Anton Lobanov          | Oroszország | 2:13.65 |    |
| Bronz | 4 | Nicholas Schafer       | Ausztrália  | 2:13.72 |    |
| 4.    | 6 | Christian vom Lehn     | Németország | 2:16.03 |    |
| 5.    | 1 | Panajótisz Szamilídisz | Görögország | 2:17.36 |    |
| 6.    | 8 | Yannick Kaeser         | Svájc       | 2:17.78 |    |
| 7.    | 5 | Nuttapong Ketin        | Thaiföld    | 2:17.93 |    |
| 8.    | 7 | Matti Mattsson         | Finnország  | 2:18.47 |    |

## Fordítás
Ez a szócikk részben vagy egészben  a   Swimming at the 2010 Summer Youth Olympics – Boys' 200 metre breaststroke című angol Wikipédia-szócikk fordításán alapul.  Az eredeti cikk szerkesztőit annak laptörténete sorolja fel. Ez a jelzés csupán a megfogalmazás eredetét és a szerzői jogokat jelzi, nem szolgál a cikkben szereplő információk forrásmegjelöléseként.